# Leptosphaeria clara
Leptosphaeria clara är en svampart som först beskrevs av Cooke & Auersw., och fick sitt nu gällande namn av Pier Andrea Saccardo 1883. Leptosphaeria clara ingår i släktet Leptosphaeria och familjen Leptosphaeriaceae.   Inga underarter finns listade i Catalogue of Life.